# 小鱗盾豆娘魚
小鱗盾豆娘魚（學名：Parma microlepis），為輻鰭魚綱雀鯛科盾豆娘魚屬下的一個種，分布於西南太平洋澳洲南部，新南威爾斯州拜倫灣和維多利亞州菲利普港灣海域，深度2至30公尺，本魚體呈卵圓形且側扁，吻短鈍，體被櫛鱗，幼魚頭部橙色和上半部有霓虹藍色的線條和斑點，背鰭上有一個帶有霓虹藍色環的黑色眼斑，鰓蓋上有一個白色斑塊，成魚體色褐色，鰓蓋上有明顯的白色「耳朵狀」斑塊，背鰭硬棘13枚、背鰭軟條16-18枚、臀鰭硬棘2枚、臀鰭軟條14-16枚，體長可達14公分，棲息在岩礁，以藻類為食，繁殖期時成對出現，雄魚會守護卵直到孵化，生活習性不明。